# Fabio Liverani
Pour les articles homonymes, voir Liverani.
Fabio Liverani est un footballeur italien de mère somalienne et de père italien, né le 29 avril 1976 à Rome devenu entraîneur.

## Palmarès
- 3 sélections et 0 but avec l'équipe d'Italie depuis 2001.
- 1 Coupe d'Italie : 2003-2004 Lazio de Rome